# 谢尔盖·克里维茨
谢尔盖·维亚切斯拉沃维奇·克里维茨（1986年6月8日—），是一名白俄罗斯职业足球运动员，现效力于白俄羅斯足球超級聯賽球队鲍里索夫贝特。

## 职业生涯
克里维茨在白俄罗斯球队明斯克火车头开始职业足球生涯，2006年转投白俄罗斯足球超级联赛豪门鲍里索夫贝特，并帮助鲍里索夫在2008年成为首支进入欧洲冠军联赛小组赛阶段的白俄罗斯球队，9月30日，他在和意甲球队尤文图斯的比赛中打进白俄罗斯球队在欧冠正赛的第一个进球。
2009年12月22日，波兰足球甲级联赛球队波兹南莱克签入克里维茨，合同期至2013年6月。2012年7月9日，克里维茨和中国足球超级联赛球队江苏舜天签约三年半。他在江苏舜天主要担任球队替补，2012赛季下半赛季出场11次，进球1个，跟随球队以联赛亚军的成绩首次获得亚足联冠军联赛的参赛资格。克里维茨并没有进入江苏舜天征战亚冠联赛的球员名单。2013年3月3日，他在2013年中国足球协会超级杯的比赛中一传一射，帮助江苏舜天2比1击败联赛冠军广州恒大，获得冠军。克里维茨也因此获得杯赛的最有价值球员称号。6月20日，始终无法融入球队的克里维茨和江苏舜天提前解约。
2013年7月6日，鲍里索夫贝特宣布克里维茨加盟回归球队。